# Niokolo Koba
Il Niokolo Koba è un fiume dell'Africa occidentale che scorre interamente in Senegal. Da esso prende il nome di parco nazionale del Niokolo-Koba, che attraversa lungo il percorso.

## Geografia
Il Niokolo Koba si trova nel sud-est del Senegal; il suo medio e basso corso delimitano il confine tra la Regione di Tambacounda a nord e la Regione di Kédougou a sud. Durante la stagione secca è carico di acqua solamente in alcuni punti. Il suo bacino è quasi interamente ricoperto da foresta.
Il Niokolo Koba nasce nel nord della regione di Kédougou, nella regione montuosa intorno al Sambaya (395 m), la vetta più alta entro un raggio di circa 45 chilometri. Con la veduta satellitare della zona è possibile identificare come ramo sorgentizio principale un corso d'acqua che nasce quattro chilometri a sud-est del Sambaya e tre chilometri e mezzo a nord-est del villaggio di Bambaraya. La zona della sorgente si trova in una vallata boscosa a 250 m di altitudine. Il ramo principale scorre inizialmente per 23 km seguendo una direzione generale sud/sud-ovest, prima che confluisca in esso da sinistra, con direzione est/sud-est, un altro torrente lungo circa 21 km, che potrebbe essere considerato anch'esso un ramo sorgentizio.
Da lì il Niokolo Koba si dirige verso ovest e raggiunge il confine orientale del parco nazionale dopo un percorso di 58 km. A partire dal km 89 il fiume, scorrendo con numerosi meandri, forma il confine tra le regioni di Kédougou e Tambacounda. Al km 141 raggiunge il ponte della strada statale N. 7. Infine, dopo aver coperto una distanza di 247 km, si getta nel Gambia da destra, provenendo da est. Alla foce, il letto del fiume ha una larghezza di circa 10 metri, mentre il Gambia ha un'ampiezza di circa 90 metri.

## Importanza economica
La strada statale N. 7 attraversa il Niokolo Koba nel tratto che conduce da Tambacounda a nord-ovest a Kédougou a sud-est con un ponte lungo 70 metri. Due chilometri a sud di questo ponte sorge l'aeroporto di Niokolo Koba, uno dei più piccoli aeroporti del Senegal.